# Football Club Legnano 1934-1935
Questa voce raccoglie le informazioni riguardanti il Football Club Legnano nelle competizioni ufficiali della stagione 1934-1935.

## Stagione

Pierino Luraghi, al Legnano 1934 al 1935 e dal 1936 al 1943

La stagione 1934-1935 di Serie B subisce un altro cambiamento, che è finalizzato al campionato della stagione successiva: quest'ultimo sarebbe infatti tornato a girone unico, con il conseguente netto calo del numero delle squadre partecipanti. Per tale motivo vengono predisposti due gironi a 16 squadre, metà delle quali sarebbero retrocesse in Serie C. Considerando i risultati degli anni precedenti, e l'impossibilità di allestire una squadra migliore, la retrocessione per il Legnano è nell'aria.
La stagione è preannunciata da una novità: il commissario straordinario Primo Colombo viene sostituito da Giulio Riva, che è eletto presidente. Avendo sempre problemi di bilancio, la dirigenza decide di cedere l'ultimo giocatore di grande spessore che gioca ancora nel Legnano, il centrocampista Emilio Rancilio. C'è anche un avvicendamento sulla panchina dei Lilla: Vinicio Colombo viene sostituito da Enrico Crotti, che rimane alla guida tecnica del Legnano fino alla stagione 1944-1945.
Il Legnano disputa un campionato mediocre, nonostante alcune vittorie di rilievo che sono conseguite con la Pro Patria, con il Messina e con il Pisa, che leniscono parzialmente le sofferenze dei tifosi lilla; il ruolino di marcia in casa è discreto, a fronte di un rendimento esterno disastroso. La stagione si conclude con il 13º posto in classifica nel girone A a 21 punti, a 11 lunghezze dal Messina, cioè dalla squadra che occupa l'ultimo posto disponibile per la salvezza, ed a 21 punti dalla capolista Genova 1893. Il Legnano conosce quindi la sua prima retrocessione in Serie C.

## Divise
| Casa |

## Organigramma societario
Area direttiva
- Presidente: cav. ing. Giulio Riva

Area tecnica
- Allenatore: Vinicio Colombo

## Rosa
| N. |                   | Ruolo | Calciatore           |
| -- | ----------------- | ----- | -------------------- |
|    | Italia (bandiera) | A     | Gino Albero          |
|    | Italia (bandiera) | P     | Nino Almasio         |
|    | Italia (bandiera) | A     | Arturo Annoni        |
|    | Italia (bandiera) | C     | Remo Banfi (I)       |
|    | Italia (bandiera) | C     | Mario Bergamaschi    |
|    | Italia (bandiera) | D     | Franco Colombo (III) |
|    | Italia (bandiera) | C     | Mario Colombo (II)   |
|    | Italia (bandiera) | A     | Michele Colombo (I)  |
|    | Italia (bandiera) | A     | Paolino Delfitto     |
|    | Italia (bandiera) | A     | Vittorio Erba        |
|    | Italia (bandiera) | A     | Camillo Ferrè        |
|    | Italia (bandiera) | C     | Bruno Grampa         |
|    | Italia (bandiera) | A     | Giovanni Guidi       |
|    | Italia (bandiera) | C     | Pierino Luraghi      |

| N. |                   | Ruolo | Calciatore          |
| -- | ----------------- | ----- | ------------------- |
|    | Italia (bandiera) | C     | Guido Morelli       |
|    | Italia (bandiera) | C     | Mario Nebuloni      |
|    | Italia (bandiera) | C     | Rodolfo Negri       |
|    | Italia (bandiera) | D     | Battista Padovan    |
|    | Italia (bandiera) | D     | Elio Pagani         |
|    | Italia (bandiera) | P     | Piero Pensotti      |
|    | Italia (bandiera) | D     | Ferruccio Ratti     |
|    | Italia (bandiera) | C     | Luigi Sforzini      |
|    | Italia (bandiera) | D     | Angelo Simontacchi  |
|    | Italia (bandiera) | A     | Angelo Solbiati     |
|    | Italia (bandiera) | C     | Tosa                |
|    | Italia (bandiera) | A     | Francesco Travaglia |
|    | Italia (bandiera) | P     | Umberto Vivian (I)  |

## Risultati

### Serie B (girone A)

#### Girone d'andata
| Arbitro: | Casati (Como) |

|  |           |                          |
|  | Marcatori | 22’ Marchini 46’ Ciferri |

| Arbitro: | Collina (Savona) |

|                                     |           |  |
| Andreoli 19’ Galluzzi 25’ Scher 26’ | Marcatori |  |

| Arbitro: | Bettucchi (Bologna) |

|                       |           |             |
| Solbiati 3’ Negri 16’ | Marcatori | 19’ Bermone |

| Arbitro: | Garzena (Voghera) |

|                              |           |          |
| Martinotti 13’ Marchisio 80’ | Marcatori | 1’ Negri |

| Arbitro: | Bertolio (Torino) |

|                                                          |           |                     |
| Bergamaschi 3’ Padovan 73’ Erba 82’ (rig.) Travaglia 88’ | Marcatori | 2’ Colli 63’ Busani |

| Arbitro: | Melloni (Savona) |

|                      |           |                     |
| Taverna 6’ Croce 50’ | Marcatori | 37’ Guidi 68’ Negri |

| Arbitro: | Beraldi (Oneglia) |

|                      |           |              |
| Padovan 2’ Ferrè 39’ | Marcatori | 10’ Ferretti |

| Legnano 2 dicembre 1934 8ª giornata | Legnano      | 0 – 0 | Catania | Stadio Comunale\| Arbitro: \| Mauri (Como) \| |
| Arbitro:                            | Mauri (Como) |       |         |                                               |

| Arbitro: | Salvagno (Trieste) |

|                   |           |  |
| Versaldi 47’, 62’ | Marcatori |  |

| Arbitro: | Brunelli (Bologna) |

|                     |           |            |
| Ratti 50’ Negri 65’ | Marcatori | 15’ Severi |

| Arbitro: | Casati (Como) |

|                     |           |           |
| Boffi 17’, 82’, 83’ | Marcatori | 38’ Guidi |

| Arbitro: | Pirovano (Monza) |

|                                                |           |  |
| Niccolai 18’, 88’ Preti 72’ (rig.), 77’ (rig.) | Marcatori |  |

| Arbitro: | Ghetti (Modena) |

|          |           |              |
| Ratti 8’ | Marcatori | 25’ Faccenda |

| Arbitro: | Casati (Como) |

|               |           |                                    |
| Pampaloni 71’ | Marcatori | 18’ Solbiati 32’ Annoni 66’ Albero |

| Arbitro: | Aru (Cagliari) |

|                                         |           |              |
| Subinaghi 2’ D'Alberto 48’ Lombatti 70’ | Marcatori | 35’ Solbiati |

#### Girone di ritorno
| Arbitro: | Bettucchi (Bologna) |

|                                                  |           |                  |
| Libonatti 40’ Ferrari 44’ Marchini 45’ Gobbi 82’ | Marcatori | 38’, 63’ Luraghi |

| Arbitro: | Galeati (Bologna) |

|              |           |             |
| Solbiati 27’ | Marcatori | 52’ Imberti |

| Arbitro: | Conticini (Firenze) |

|                                            |           |  |
| Sabatini 39’ Benassi 55’, 77’ Marchina 75’ | Marcatori |  |

| Arbitro: | Piccoli (Bologna) |

|                            |           |  |
| Erba 65’ (rig.) Albero 75’ | Marcatori |  |

| Arbitro: | Borghetti (Ancona) |

|            |           |  |
| Antona 10’ | Marcatori |  |

| Arbitro: | Perani (Bergamo) |

|           |           |  |
| Ferrè 60’ | Marcatori |  |

| Arbitro: | Saracini (Ancona) |

|                        |           |  |
| Di Santo 23’ Lumia 73’ | Marcatori |  |

| Arbitro: | Salvatori (Roma) |

|             |           |  |
| Biavati 34’ | Marcatori |  |

| Arbitro: | Dattilo (Roma) |

|            |           |                         |
| Annoni 23’ | Marcatori | 57’ Versaldi 60’ Romano |

| Arbitro: | Mazza (Genova) |

|                            |           |  |
| Pinciroli 16’ Bonsanto 51’ | Marcatori |  |

| Arbitro: | Ghetti (Modena) |

|                      |           |           |
| Albero 38’ Ratti 81’ | Marcatori | 60’ Boffi |

| Arbitro: | Piccoli (Bologna) |

|             |           |  |
| Solbiati 1’ | Marcatori |  |

| Arbitro: | Biancone (Roma) |

|                                                |           |           |
| Viani I 23’ Biagi 37’ Giorgetti III 75’ (rig.) | Marcatori | 61’ Guidi |

| Arbitro: | - |

|  |           |   |
|  | Marcatori | . |

| Arbitro: | - |

|  |           |   |
|  | Marcatori | . |

## Statistiche

### Statistiche di squadra
| Competizione | Punti   | Totale | Totale | Totale | Totale | Totale | Totale | DR  |
| Competizione | Punti   | G      | V      | N      | P      | Gf     | Gs     | DR  |
| ------------ | ------- | ------ | ------ | ------ | ------ | ------ | ------ | --- |
| Serie B      | 21 (-1) | 29     | 9      | 4      | 16     | 30     | 51     | -21 |

### Statistiche dei giocatori
| Giocatore        | Serie B  | Serie B |
| Giocatore        | Presenze | Reti    |
| ---------------- | -------- | ------- |
| G. Albero        | 24       | 3       |
| N. Almasio       | 25       | 0       |
| A. Annoni        | 5        | 2       |
| R. Banfi (I)     | 7        | 0       |
| M. Bergamaschi   | 21       | 1       |
| F. Colombo (III) | 5        | 0       |
| Ma. Colombo (II) | 7        | 0       |
| Mi. Colombo (I)  | 14       | 0       |
| P. Delfitto      | 2        | 0       |
| V. Erba          | 24       | 2       |
| C. Ferrè         | 12       | 2       |
| B. Grampa        | 8        | 0       |
| G. Guidi         | 24       | 3       |
| P. Luraghi       | 7        | 2       |
| G. Morelli       | 3        | 0       |
| M. Nebuloni      | 2        | 0       |
| R. Negri         | 11       | 4       |
| B. Padovan       | 22       | 2       |
| E. Pagani        | 2        | 0       |
| P. Pensotti      | 3        | 0       |
| F. Ratti         | 27       | 3       |
| L. Sforzini      | 1        | 0       |
| A. Simontacchi   | 19       | 0       |
| A. Solbiati      | 24       | 5       |
| Tosa             | 3        | 0       |
| F. Travaglia     | 5        | 1       |
| U. Vivian        | 1        | 0       |